# David M. Stern
David M. Stern es un guionista de televisión estadounidense. Es el hermano del actor Daniel Stern, con el cual trabajó en The Wonder Years. Es principalmente reconocido por haber escrito el guion de varios episodios de la serie animada Los Simpson y de Monk. También ha trabajado como asistente de producción en la película Mystic Pizza.

## Trabajos como guionista

### Episodios deLos Simpson
Ha escrito los siguientes episodios de Los Simpson: 
- Bart Gets An F
- Principal Charming
- Homer Alone
- Kamp Krusty
- Selma's Choice
- Duffless
- Viva Ned Flanders
- Marge Simpson in: "Screaming Yellow Honkers"